# Masters of Rock: Ramones
Masters of Rock: Ramones kompilacijski je album od američkog punk rock sastava Ramones, koji izlazi u kolovozu 2001.g. Kompilacija sadrži pet Ramonesovih studijskih albuma koje je objavila diskografska kuća Chrysalis Records, Brain Drain, Mondo Bizarro, Acid Eaters, ¡Adios Amigos! i Loco Live.

## Popis pjesama
1. "Pet Semetary"
2. "I Believe In Miracles"
3. "Poison Heart"
4. "All Screwed Up"
5. "Censorshit"
6. "The Job That Ate My Brain"
7. "Cabbies on Crack"
8. Strength To Endure
9. "I Won't Let It Happen"
10. "Substitute"
11. "Crusher"
12. "Surf City"
13. "Blitzkrieg Bop (uživo)"
14. "Rock And Roll Radio (uživo)"
15. "Sheena Is a Punk Rocker (uživo)"
16. "Rock & Roll High School (uživo)"
17. "Rockaway Beach (uživo)"
18. "Bonzo Goes To Bitburg (uživo)"
19. "Wart Hog (uživo)"
20. "Merry Christmas (I Don't Want To Fight Tonight)"